# مطار برشلونة الدولي
مطار برشلونة الدولي (إياتا: BCN، إيكاو: LEBL) (بالقطلونية: Aeroport Josep Tarradellas Barcelona-El Prat)(بالإسبانية: Aeropuerto de Barcelona) (إياتا: BCN، إيكاو: LEBL) هو المطار الدولي الثاني في الأسبانية بعد مطار مدريد باراخاس الدولي وأول على ساحل البحر المتوسط في كاتالونيا. يقع المطار على مسافة 10 كيلومتر (6.2 ميل) من جنوب غرب برشلونة في إسبانيا.

## شركات الطيران والجهات

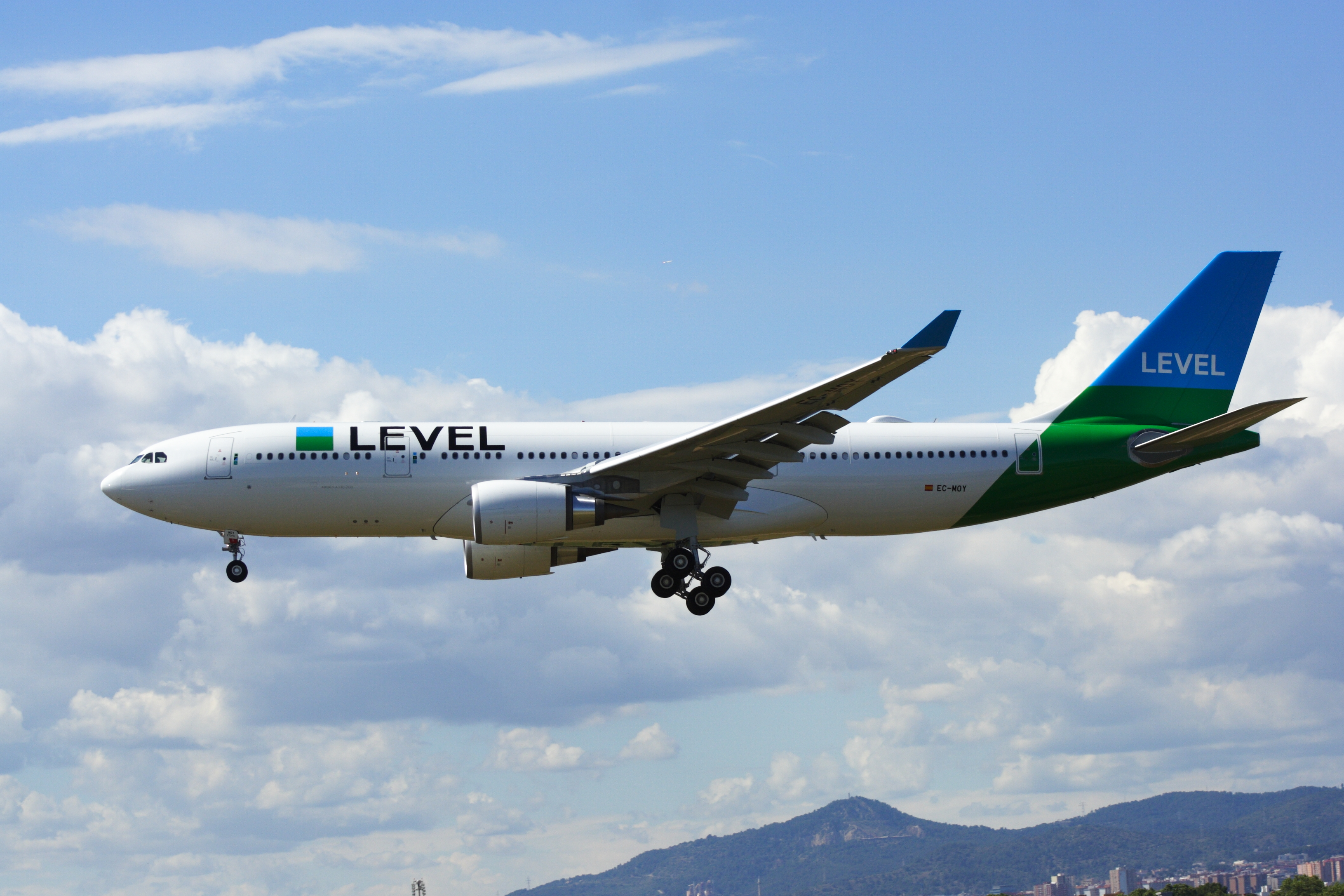
هبوط طائرة LEVEL إيرباص A330-200 (EC-MOY) في مطار برشلونة عام 2017

تقدم الشركات التالية رحلات إلى مطار برشلونة:
| شركـات طيـران                   | الوجهات |
| ------------------------------- | --- |
| طيران إيجيان                    | مطار أثينا الدولي موسمي: Thessaloniki |
| أير لينغس                       | مطار دبلن الدولي |
| الخطوط الجوية الجزائرية         | مطار هواري بومدين الدولي، مطار وهران - أحمد بن بلة |
| العربية للطيران                 | مطار محمد الخامس الدولي، مطار فاس سايس الدولي، مطار الناظور العروي، مطار وجدة أنجاد، مطار طنجة ابن بطوطة الدولي |
| طيران كندا                      | مطار مونتريال الدولي موسمي: مطار تورونتو بيرسون الدولي |
| طيران الصين                     | مطار بكين العاصمة الدولي |
| طيران أوروبا                    | مطار مدريد باراخاس الدولي، مطار ميورقة موسمي: مطار لانزاروت (تستأنف 26 يونيو 2023)، مطار تينيريفي الشمالي (تستأنف 27 يونيو 2023) |
| الخطوط الجوية الفرنسية          | مطار باريس شارل ديغول |
| Air Premia                      | عارض: مطار إنتشون الدولي (تبدأ في 11 سبتمبر 2023) |
| الخطوط الجوية السنغالية         | مطار بليز دياغني الدولي |
| طيران صربيا                     | مطار نيكولا تسلا في بلغراد |
| طيران ترانسات                   | موسمي: مطار مونتريال الدولي، مطار تورونتو بيرسون الدولي |
| طيران البلطيق                   | مطار ريغا الدولي |
| الخطوط الجوية الأمريكية         | مطار ميامي الدولي، مطار جون إف كينيدي الدولي، مطار فيلادلفيا الدولي موسمي: مطار أوهير الدولي |
| خطوط أركيا                      | مطار بن غوريون الدولي |
| خطوط آسيانا الجوية              | مطار إنتشون الدولي |
| الخطوط الجوية الأطلسية          | موسمي: مطار فاغار |
| الخطوط الجوية النمساوية         | مطار فيينا الدولي |
| أفيانكا                         | مطار إلدورادو الدولي |
| الخطوط الجوية الأذربيجانية      | مطار حيدر علييف الدولي |
| Azores Airlines                 | موسمي: Ponta Delgada |
| Bluebird Airways                | مطار بن غوريون الدولي |
| الخطوط الجوية البريطانية        | مطار لندن سيتي، مطار لندن هيثرو |
| خطوط بروكسل الجوية              | مطار بروكسل الدولي |
| طيران بلغاريا                   | موسمي: مطار صوفيا |
| الخطوط الجوية الكرواتية         | موسمي: مطار زغرب |
| الخطوط الجوية الكوبية           | مطار خوسيه مارتي الدولي (تبدأ في 29 يونيو 2023) |
| Dan Air ‏                        | Brașov، مطار هنري كواندا الدولي (تبدأن في 20 يونيو 2023) |
| خطوط دلتا الجوية                | مطار هارتسفيلد جاكسون، مطار جون إف كينيدي الدولي |
| إيزي جيت                        | مطار بازل - ميلوز - فريبورغ الأوروبي، مطار برلين براندنبرغ، مطار بريستول، مطار جنيف الدولي، مطار غلاسكو الدولي، مطار لشبونة، مطار ليفربول، مطار غاتويك، مطار لندن لوتن، مطار ليون سانت إكسوبيري، مطار مانشستر، مطار مالبينسا، مطار نابولي، مطار باريس شارل ديغول موسمي: مطار بلفاست الدولي، مطار فارو (تبدأ في 26 يونيو 2023)، مطار نيس كوت دازور |
| مصر للطيران                     | مطار القاهرة الدولي |
| إل عال                          | مطار بن غوريون الدولي |
| طيران الإمارات                  | مطار دبي الدولي، مطار بينيتو خواريز الدولي |
| الاتحاد للطيران                 | مطار أبو ظبي الدولي |
| يورو وينجز                      | مطار كولونيا بون الدولي، مطار دوسلدورف الدولي، مطار هامبورغ، مطار فاكلاف هافيل الدولي، مطار شتوتغارت الدولي |
| Eurowings Discover              | موسمي: مطار فرانكفورت |
| فين إير                         | مطار هلسنكي فانتا |
| FlyOne                          | موسمي: مطار كيشيناو الدولي |
| HiSky                           | موسمي: مطار هنري كواندا الدولي (تبدأ في 3 يوليو 2023) |
| أيبيريا (شركة طيران)            | Badajoz، León، مطار مدريد باراخاس الدولي، مطار مليلية، Pamplona، مطار بلنسية موسمي: مطار كريستيانو رونالدو |
| Iberojet                        | موسمي: Cancún، Punta Cana ‏ |
| طيران آيسلندا                   | مطار كيفلافيك الدولي |
| إيتا (شركة طيران)               | مطار ليوناردو دا فينشي |
| جيت تو دوت كوم                  | مطار برمينغهام، Leeds/Bradford، مطار مانشستر |
| الخطوط الجوية الملكية الهولندية | مطار سخيبول أمستردام |
| كوريا للطيران                   | مطار إنتشون الدولي |
| لاتام البرازيل                  | مطار غواروليوس الدولي |
| Level                           | مطار لوجان الدولي، مطار الوزير بيستارينيي الدولي، مطار لوس أنجلوس الدولي، مطار جون إف كينيدي الدولي، مطار أرتورو ميرينو بينيتيز الدولي موسمي: مطار سان فرانسيسكو الدولي |
| خطوط لوت الجوية البولندية       | مطار وارسو فريدريك شوبان |
| لوفتهانزا                       | مطار فرانكفورت، مطار ميونخ الدولي |
| لوكس إير                        | مطار لوكسمبورغ |
| آير شاتل النرويجية              | مطار كوبنهاغن، مطار هلسنكي فانتا، Oslo، مطار ستوكهولم أرلاندا موسمي: Aalborg (تبدأ في 24 يونيو 2023)، Bergen، Gothenburg (تبدأ في 22 يونيو 2023)، Stavanger |
| خطوط بيغاسوس                    | مطار صبيحة كوكجن الدولي |
| بلاي (شركة طيران)               | مطار كيفلافيك الدولي |
| الخطوط الجوية القطرية           | مطار حمد الدولي |
| الخطوط الملكية المغربية         | مطار محمد الخامس الدولي، مطار مراكش المنارة الدولي موسمي: مطار الناظور العروي (تبدأ في 25 يونيو 2023)، مطار طنجة ابن بطوطة الدولي (تبدأ في 24 يونيو 2023) |
| الملكية الأردنية                | مطار الملكة علياء الدولي |
| رايان إير                       | مطار بوفيه - تيه، مطار أوريو أل سيريو، مطار برلين براندنبرغ، Billund، مطار برمينغهام، مطار بولونيا، مطار بوردو ميرينياك، Brindisi، مطار بروكسل الدولي، مطار بودابست فرانز ليست الدولي، مطار بروكسل شارلروا الجنوب، مطار كولونيا بون الدولي، مطار دبلن الدولي، مطار إدنبرة، مطار آيندهوفن، مطار فارو، مطار فاس سايس الدولي، Fuerteventura، مطار فرانكفورت هان، مطار إيبيزا، مطار خيريز، مطار كراكوف، مطار ليفربول، مطار لندن لوتن، مطار لندن ستانستد، مطار لوكسمبورغ، مطار مالقة الدولي، مطار مالطا الدولي، مطار مانشستر، مطار مراكش المنارة الدولي، Menorca، مطار الناظور العروي، مطار نابولي، مطار نيوكاسل، مطار ورزازات، مطار وجدة أنجاد، مطار باليرمو الدولي، مطار ميورقة، Perugia، مطار بودغوريتسا الدولي، مطار بواتييه، مطار بورتو الدولي، مطار فاكلاف هافيل الدولي، مطار الرباط سلا الدولي، مطار ريغا الدولي، مطار ليوناردو دا فينشي، Santiago de Compostela ‏، مطار إشبيلية، مطار ستوكهولم أرلاندا، مطار صوفيا، مطار تالين، مطار تينيريفي الشمالي، مطار تينيريفي الجنوبي، مطار تورينو، مطار بلد الوليد، مطار البندقية ماركو بولو، مطار فيينا الدولي، Vigo، مطار فيلنيوس، مطار وارسو مودلين موسمي: Alghero، Corfu، East Midlands ‏، مطار غدانسك ليخ فاونسا، Glasgow–Prestwick، مطار غران كناريا، مطار ماستريخت آخن، مطار سانتاندير، Trieste |
| الخطوط السعودية                 | مطار الملك عبد العزيز الدولي، مطار الملك خالد الدولي |
| الخطوط الجوية الإسكندنافية      | مطار كوبنهاغن موسمي: Oslo |
| الخطوط الجوية السنغافورية       | مطار مالبينسا، مطار شانغي سنغافورة |
| صن إكسبريس                      | موسمي: مطار عدنان مندريس |
| الخطوط الجوية الدولية السويسرية | مطار زيورخ الدولي |
| تاب برتغال                      | مطار لشبونة |
| ترانسافيا                       | مطار سخيبول أمستردام، مطار آيندهوفن، مطار باريس أورلي، مطار روتردام لاهاي |
| الخطوط التونسية                 | مطار تونس قرطاج الدولي |
| الخطوط الجوية التركية           | مطار إسطنبول الدولي |
| الخطوط الجوية المتحدة           | مطار أوهير الدولي، مطار نيوآرك ليبرتي الدولي، مطار واشنطن دولس الدولي |
| فولوتيا                         | Asturias، Cagliari، مطار مرسية الدولي (تبدأ في 3 ديسمبر 2023)، مطار نانت، مطار ستراسبورغ موسمي: مطار ليل، مطار مارسيليا، Olbia، Verona |
| خطوط فيولينغ الجوية             | مطار قرجيطة، مطار هواري بومدين الدولي، مطار أليكانتي، Almería، مطار سخيبول أمستردام، Asturias، مطار أثينا الدولي، مطار بانجول الدولي، مطار باري كارل فويتيالا ‏، مطار بازل - ميلوز - فريبورغ الأوروبي، مطار بيروت رفيق الحريري الدولي، مطار برلين براندنبرغ، مطار بلباو، Billund، مطار برمينغهام، مطار بولونيا، مطار بوردو ميرينياك، مطار بروكسل الدولي، مطار القاهرة الدولي، Cagliari، مطار كاتانيا-فونتاناروسا، مطار كوبنهاغن، مطار بليز دياغني الدولي، مطار دبلن الدولي، مطار دوبروفنيك، مطار دوسلدورف الدولي، مطار إدنبرة، Florence، Fuerteventura، مطار جنيف الدولي، Gothenburg، Granada، مطار غران كناريا، مطار هامبورغ، مطار هانوفر لانغنهاغن، مطار إيبيزا، مطار خيريز، مطار لانزاروت، مطار لا بالما، مطار لشبونة، مطار غاتويك، مطار ليون سانت إكسوبيري، مطار مدريد باراخاس الدولي، مطار مالقة الدولي، مطار مالطا الدولي، مطار مانشستر، مطار مراكش المنارة الدولي، مطار مارسيليا، Menorca، مطار مالبينسا، مطار ميونخ الدولي، مطار نانت، مطار نابولي، مطار نيس كوت دازور، مطار نورمبرغ، Oslo، مطار باليرمو الدولي، مطار ميورقة، مطار باريس شارل ديغول، مطار باريس أورلي، مطار بورتو الدولي، مطار فاكلاف هافيل الدولي، مطار ليوناردو دا فينشي، مطار سان سيباستيان، مطار سانتاندير، Santiago de Compostela ‏، مطار إشبيلية، مطار ستوكهولم أرلاندا، مطار شتوتغارت الدولي، مطار طنجة ابن بطوطة الدولي، مطار بن غوريون الدولي، مطار تينيريفي الشمالي، مطار تينيريفي الجنوبي، مطار تولوز بلانياك (تستأنف 1 يوليو 2023)، مطار تورينو، مطار بلنسية، مطار بلد الوليد، مطار البندقية ماركو بولو، مطار فيينا الدولي، Vigo، مطار زيورخ الدولي موسمي: Alghero، مطار الملكة علياء الدولي، مطار بوريتا، Bergen، Corfu، مطار فارو، مطار جنوة كريستوفورو كولومبو، مطار هلسنكي فانتا، Heraklion، مطار لارنكا الدولي، مطار الأقصر الدولي (تبدأ في 28 أكتوبر 2023)، مطار ميكونوس، Olbia، مطار كيفلافيك الدولي، Sal، مطار سانتوريني (ثيرا) الوطني، مطار سبليت، مطار تونس قرطاج الدولي، مطار زغرب |
| ويست جت إيرلاينز ‏               | موسمي: مطار كالغاري الدولي |
| ويز للطيران                     | مطار نيكولا تسلا في بلغراد، مطار هنري كواندا الدولي، مطار بودابست فرانز ليست الدولي، مطار كلوج نابوكا الدولي، Craiova، مطار ياش الدولي، مطار كاتوفيتشي، مطار كراكوف، مطار ليوناردو دا فينشي، مطار صوفيا، مطار بن غوريون الدولي، مطار ترايان فويا الدولي، مطار تيرانا الدولي، مطار فيينا الدولي، مطار فيلنيوس، مطار وارسو فريدريك شوبان، مطار فروتسواف موسمي: مطار غدانسك ليخ فاونسا، Kutaisi |

## انظر أيضا

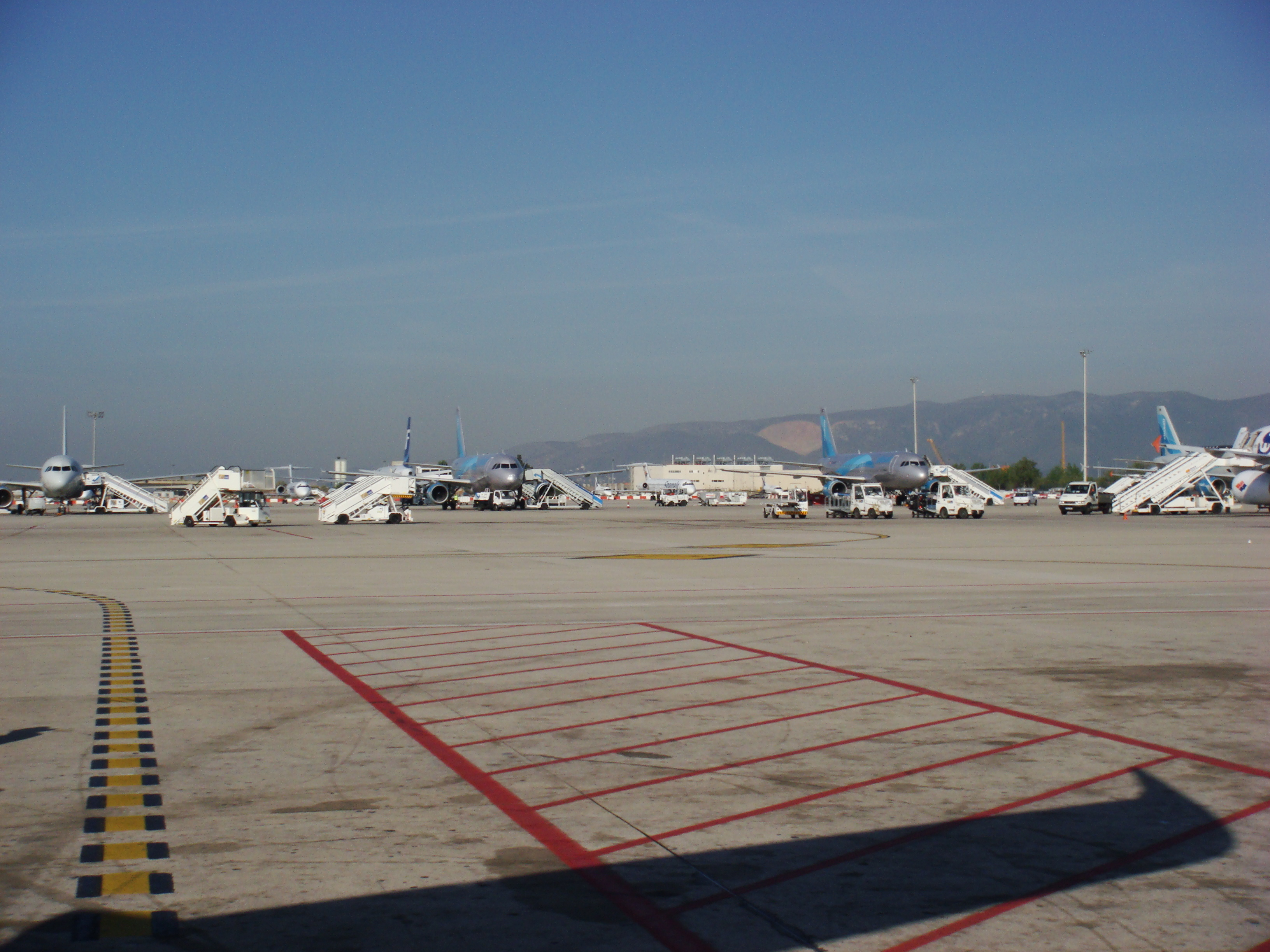
مطار برشلونة

## الإحصائيات
شاهد source Wikidata query and sources.
|              | الركاب     | الطائرات | الشحن (طن) |
| ------------ | ---------- | -------- | ---------- |
| 2000         | 19,809,567 | 255,913  | 88,269     |
| 2001         | 20,745,536 | 273,119  | 81,882     |
| 2002         | 21,348,211 | 271,023  | 75,905     |
| 2003         | 22,752,667 | 282,021  | 70,118     |
| 2004         | 24,558,138 | 291,369  | 84,985     |
| 2005         | 27,152,745 | 307,798  | 90,446     |
| 2006         | 30,008,152 | 327,636  | 93,404     |
| 2007         | 32,898,249 | 352,501  | 96,770     |
| 2008         | 30,208,134 | 321,491  | 104,329    |
| 2009         | 27,311,765 | 278,965  | 89,813     |
| 2010         | 29,209,595 | 277,832  | 104,279    |
| 2011         | 34,398,226 | 303,054  | 96,572     |
| 2012         | 35,144,503 | 290,004  | 96,522     |
| 2013         | 35,216,828 | 276,497  | 100,288    |
| 2014         | 37,559,044 | 283,850  | 102,692    |
| 2015         | 39,711,276 | 288,878  | 117,219    |
| 2016         | 44,154,693 | 307,864  | 132,754    |
| 2017         | 47,284,500 | 323,539  | 156,105    |
| 2018         | 50,172,457 | 335,651  | 172,939    |
| 2019         | 52,686,314 | 344,558  | 177,271    |
| 2020         | 12,739,259 | 122,638  | 114,263    |
| 2021         | 18,874,896 | 163,679  | 136,107    |
| 2022         | 41,639,622 | 283,394  | 155,600    |
| Source: إنير |            |          |            |

### الوجهات المزدحمة
| الرتبة       | الوجهة                    | الركاب    | التغير 2021 / 22 |
| ------------ | ------------------------- | --------- | ---------------- |
| 1            | مطار سخيبول أمستردام      | 1,207,600 | ▲ 97%            |
| 2            | مطار باريس شارل ديغول     | 1,105,095 | ▲ 160%           |
| 3            | مطار غاتويك               | 1,009,236 | ▲ 485%           |
| 4            | مطار ليوناردو دا فينشي    | 952,609   | ▲ 168%           |
| 5            | مطار باريس أورلي          | 946,676   | ▲ 55%            |
| 6            | مطار لشبونة               | 919,826   | ▲ 176%           |
| 7            | مطار مالبينسا             | 796,950   | ▲ 190%           |
| 8            | مطار فرانكفورت            | 782,724   | ▲ 102%           |
| 9            | مطار بروكسل الدولي        | 700,387   | ▲ 113%           |
| 10           | مطار ميونخ الدولي         | 696,318   | ▲ 175%           |
| 11           | مطار فيينا الدولي         | 573,677   | ▲ 175%           |
| 12           | مطار بورتو الدولي         | 571,389   | ▲ 192%           |
| 13           | مطار دبلن الدولي          | 566,388   | ▲ 246%           |
| 14           | مطار زيورخ الدولي         | 560,605   | ▲ 148%           |
| 15           | مطار لندن هيثرو           | 557,152   | ▲ 225%           |
| 16           | مطار جنيف الدولي          | 468,411   | ▲ 159%           |
| 17           | مطار البندقية ماركو بولو  | 460,371   | ▲ 152%           |
| 18           | مطار برلين براندنبرغ      | 448,783   | ▲ 106%           |
| 19           | مطار جون إف كينيدي الدولي | 444,257   | ▲ 634%           |
| 20           | مطار لندن ستانستد         | 436,747   | ▲ 195%           |
| Source: إنير |                           |           |                  |

| الرتبة       | الوجهة                    | الركاب    | التغير 2021 / 22 |
| ------------ | ------------------------- | --------- | ---------------- |
| 1            | مطار ميورقة               | 2,034,184 | ▲ 66%            |
| 2            | مطار مدريد باراخاس الدولي | 1,716,673 | ▲ 69%            |
| 3            | مطار إيبيزا               | 1,101,508 | ▲ 44%            |
| 4            | مطار إشبيلية              | 929,924   | ▲ 60%            |
| 5            | Menorca                   | 836,556   | ▲ 28%            |
| 6            | مطار مالقة الدولي         | 774,185   | ▲ 50%            |
| 7            | مطار تينيريفي الشمالي     | 581,382   | ▲ 56%            |
| 8            | مطار بلباو                | 528,396   | ▲ 63%            |
| 9            | مطار غران كناريا          | 470,101   | ▲ 49%            |
| 10           | Granada                   | 396,119   | ▲ 100%           |
| 11           | Santiago de Compostela ‏   | 386,390   | ▲ 47%            |
| 12           | مطار أليكانتي             | 365,108   | ▲ 111%           |
| 13           | Vigo                      | 256,016   | ▲ 97%            |
| 14           | Asturias                  | 247,911   | ▲ 53%            |
| 15           | مطار قرجيطة               | 243,755   | ▲ 35%            |
| Source: إنير |                           |           |                  |